# Букајр ибн Абдала
Букаир ибн Абдала (арапски: بكير بن عبدالله) је био арапски војсковођа, који је служио под Рашидунским калифатом и био познат је по освајању сасанидске провинције Адурбадаган.

## Биографија
651. године Букаир је напао Адурбадаган, који је био посед браће из куће Испахбудана Исфандјада и Бахрама. Исфандијад му се успротивио, и тамо се повела битка. Он је међутим доживео пораз након чега су га заробили Букаирови људи.
Док је Исфандијад био у заробљеништву, рекао је Букаиру, да би ако жели да лако и мирно освоји Адурбадаган, требло да се помири са њим. Према Баламију, познато је да је Исфандјад рекао да: "Ако [бисте] ме убили, сав Азербејџан [устаће] освећујући се за моју крв и заратиће против вас." Букајр је послушао Исфандјадове савете и помирио се с њим. Међутим, Бахрам је одбио да се потчини арапским снагама и наставио да им се опире, али је на крају поражен од Букаира и приморан да побегне из Адурбадагана.